# Juri Pawlowitsch Franzew
Juri Pawlowitsch Franzew  (russisch Юрий Павлович Францев; wiss. Transliteration Jurij Pavlovič Francev; geb. 1903; gest. 1969) war ein sowjetischer Historiker, Soziologe, Philosoph und Parteiaktivist. Er war Mitglied der Akademie der Wissenschaften der UdSSR.
Seit 1968 war er stellvertretender Direktor des Instituts für Marxismus-Leninismus beim Zentralkomitee der KPdSU. In den 1930er und 1940er Jahren erforschte Franzew den Ursprung und die Besonderheiten der Religionen des Alten Ostens.
Zu seinen bekanntesten Werken zählt sein Buch Die Entstehung der Religion: Materialisten der Vergangenheit über die Herausbildung religiöser Vorstellungen (Moskau 1957), das auch ins Deutsche übersetzt wurde.

## Schriften
- Die Entstehung der Religion. Materialisten der Vergangenheit über die Herausbildung religiöser Vorstellungen. Leipzig Jena, Urania Verlag, 1959. Ins Dt. übertr. von Carl Heinz Ludwig. Inhalt: Vorwort, Einleitung, Antike Denker über die Entstehung der Religion, Das Problem der Entstehung der Religion im Mittelalter und in der Renaissance, Die englischen Materialisten des 17. Jahrhunderts über die Entstehung der religiösen Glaubensvorstellungen, Spinoza über die Entstehung der Religion, Die französischen Materialisten des 18. Jahrhunderts und die Frage nach der Entstehung der Religion, Die Reaktion der Idealisten des 18. und des beginnenden 19. Jahrhunderts auf die Theorien der Materialisten, Ludwig Feuerbach über die Entstehung der Religion, Die russischen revolutionären Demokraten des 19. Jahrhunderts über die Entstehung der religiösen Glaubensvorstellungen, Der Marxismus-Leninismus und die Theorien der Materialisten des 17. bis 19. Jahrhunderts über die Entstehung der Religion, Namenregister.
- Kommunismus und Freiheit der Persönlichkeit.  Moskau : Verl. für Fremdsprach. Literatur, [1963]

beteiligt an:
- Kommunismus-heute und morgen. Wien : Europa Verl., 1965
- Weltgeschichte / Bd. 1. 1961, 1. Aufl.